# Союз болгарских национальных легионов
Союз болгарских национальных легионов (болг. Съюз на българските национални легиони), также Ассоциация легионеров — болгарская ультраправая военизированная организация. Активно действовал в 1932-1943 годах. Придерживался идеологии Третьего пути, сходной с итальянским фашизмом и германским национал-социализмом. Стоял на позициях крайнего национализма, антикоммунизма и антилиберализма, являлся правой оппозицией монархическому режиму. Отличался популизмом и склонностью к прямому действию. Запрещён после прихода к власти БКП. Сохранил влияние в болгарской антикоммунистической эмиграции. После 1989 года воссоздан в Болгарии.

## Создание организации
Начало 1930-х годов было отмечено в Болгарии структурной консолидацией крайне правых сил. Этот процесс шёл прежде всего в офицерстве, городском среднем классе и националистическом студенчестве. Активисты вдохновлялись примерами итальянской фашистской партии и германской НСДАП. Они стремились подтолкнуть царя Бориса III к более последовательному профашистскому курсу. Массовой крайне правой партией стало в 1932 году Народное социальное движение (НСД) «чёрного профессора» Александра Цанкова.
Более радикальные силы, отрицающие партийность как либеральное явление, создали Союз болгарских национальных легионов (СБНЛ). Инициатором создания Легионов выступил полковник Христо Луков, довольно популярный ветеран Балканских и Первой мировой войн. В руководство легионов вошёл также генерал Никола Жеков, ставший почётным председателем. Молодёжную легионерскую организацию возглавлял активист националистического студенчества Иван Дочев.
В январе 1932 года состоялся учредительный съезд, на котором был подписан учредительный протокол и началась работа над уставом организации. Принятие устава состоялось 5 мая 1932 в Русе. 26 августа 1932 движение было официально зарегистрировано в Министерстве внутренних дел Болгарии. 7 ноября 1933 в Софии состоялась конференция Союза болгарских национальных легионов.

## Идеология и методы
Болгарские Легионы с самого начала воспроизводили на национальной почве идеологию, методологию и символику итальянского фашизма и немецкого национал-социализма. Идеолог организации Димитр Велчев в программной статье 1939 года, ссылаясь на Христо Ботева, говорил о необходимости соединения национальной и социальной идеи — на антикоммунистической и антикапиталистической основе:

Националистические взгляды стали атрибутом привилегированных классов, которые, как консервативные элементы, органически выступали против любого социально-революционной команды. Трудовой народ чувствовал, что должен бороться против этого буржуазно-капиталистического национализма и видел в интернациональном марксизме единственный способ достижения социалистического идеала. Так борьба за человеческие условия жизни принимала антинациональный характер. Социальный принцип и национальная идея становились враждебны друг другу… Но тут случилось чудо: кровопролития и пожары мировой войны мучили, сводили с ума, но также закаляли и очищали. Из грозовых облаков пришёл единый идеал социализма и национализма!.. Суть в том, чтобы связать социальную и национальную идею, снова найти грандиозный синтез, в котором скрываются невиданные возможности.

Современный болгарский историк Николай Поппетров указывает на органическое родство легионерского движения с фашизмом и нацизмом:

С первых шагов легионерская организация выражала свой антикоммунизм, неприятие либерализма, масонства, интернационализма и пацифизма. В самых ранних выступлениях была показана симпатия к итальянскому фашизму и национал-социализму, заимствовались концептуальные позиции, символы, слоганы и термины. Третий съезд (1933) принял ориентацию на однопартийную политическую модель… Выражалось сочувствие новому порядку — национал-социализму, усиливался антисемитизм, постепенно утверждалась целенаправленная оппозиция режиму… Группа высших офицеров разделяла идеи правого радикализма и тоталитаризма.

В то же время сами легионеры отвергали отождествление своей организации с итальянским или германским аналогами и подчёркивали «болгарскую национальную самобытность» движения.
Важной чертой, отличавшей Легионы от других крайне правых организаций, являлся демонстративный популизм, ориентация на массовость, социальная риторика и методы прямого действия, вплоть до уличного насилия. Отмечалось, что кадровый актив Легионов набирался в той же среде, что у коммунистов и социалистов. От столь же популистского НСД Легионы отличались декларируемой беспартийностью, принципиальным отказом от парламентских форм политической деятельности.
Данные о численности организации различны. Некоторые современные историки говорят о 50, 150 и даже о 200 тысячах членов, но эти цифры вызывают сомнения. Постоянный актив составлял порядка 15 тысяч человек, временами достигая 35 тысяч.
Символом Легионов являлся лев над стрелой-молнией в кругу цветов болгарского национального флага с аббревиатурой СБНЛ. Иногда молнию заменяла свастика.

## Политическая практика
Первоначально Легионы поддерживали Бориса III, особенно в противостоянии с группой «Звено» Кимона Георгиева. (Политика «Звена» характеризовалась тоталитарными тенденциями, сходными с фашизмом и нацизмом, однако отличалась элитаризмом, неприемлемым для ультраправых популистов.) Активист Легионов и ближайший соратник Дочева Георгий Паприков в ноябре 1934 организовал молодёжную демонстрацию в поддержку царя. В ноябре 1935 года генерал Христо Луков был назначен военным министром Болгарии.
Однако с 1936 Легионы постепенно перешли в правую оппозицию монархическому режиму. Объективным союзником Легионов, несмотря на конкурентные трения, было НСД. Некоторые руководители и активисты — например, Христо Статев — состояли в обеих организациях, хотя рядовые члены часто относились друг к другу враждебно. Предполагается, что в 1935-1936 годах Луков и Цанков готовили государственный переворот и установление фашистского режима. Однако этот план был сорван Борисом III.
В 1938 году Борис III отправил генерала Лукова в отставку с поста военного министра. Тогда же в СБНЛ произошёл раскол: радикальное крыло Дочева—Паприкова отделилось от легионерского руководства и развило самостоятельную оппозиционную активность с выраженными социальными акцентами

## Правительственные меры ужесточения
26 сентября 1939 года правительство Георгия Кёсеиванова издало постановление, резко ужесточавшее политику в отношении негосударственных военизированных организаций. Члены Союза болгарских национальных легионов и организации «Союз ратников за прогресс Болгарии» подлежали увольнению с чиновных должностей, исключению из учебных заведений, несению трудовой повинности. В этом отразилось стремление властей взять под контроль политическую жизнь, не оставляя места для общественных инициатив. Однако формальным поводом явилась противозаконная расистская акция: учинённая ратниками 20 сентября 1939 года «болгарская Хрустальная ночь» — погром еврейских магазинов в Софии.

## Война и эмиграция
Наибольший масштаб деятельность Легионов приняла в первой половине 1940-х годов, когда Болгария присоединилась к «гитлеровской Оси». Несмотря на то, что Болгария не участвовала в войне против СССР, в Легионах велась вербовка добровольцев на Восточный фронт. Легионеры оказывали жёсткое давление на царя и правительство, добиваясь более последовательного прогерманского курса. Однако убийство генерала Лукова боевиками БКП сильно подорвало позиции СБНЛ (существовала даже версия, будто ликвидация Лукова была совершена если не по указанию, то с согласия властей). После гибели Лукова влияние Легионов резко пошло на спад.
После прихода к власти БКП в 1944 году организация была запрещена, активные члены эмигрировали либо подверглись репрессиям. Легионерская традиция культивировалась в Болгарском национальном фронте (БНФ), который возглавили в эмиграции Дочев, Паприков, Статев и Велчев.

## В современной Болгарии
После падения режима БКП в 1989-1990 годах Союз болгарских национальных легионов был возрождён в Болгарии. Большую роль в этом сыграл вернувшийся на родину Иван Дочев и деятели «Союза репрессированных в Болгарии после 9 сентября 1944» во главе с Петром Нешевым. Имело также значение членство в Легионах Илии Минева — самого твёрдого, известного и последовательного из болгарских диссидентов-правозащитников.
Наиболее сильное влияние СБНЛ проявилось в организации Болгарский демократический форум (БДФ), ставшей составной частью коалиции Союз демократических сил. БДФ стоит на позициях правой национал-демократии, но открыто декларирует продолжение легионерской традиции. Печатный орган БДФ получил название Прелом — то же, что в своё время издание Легионов — и публиковал тексты Ивана Дочева.
Восстановленный СНБЛ не обладает в Болгарии серьёзным политическим влиянием, но является заметной структурой. Наряду с БНФ и другими ультраправыми организациями, легионеры выступают как радикальная оппозиция болгарской политической элите. Он выступают с крайне националистическими, ксенофобскими лозунгами, но при этом обращаются к социальной тематике, призывают к восстанию против правящих «неокоммунистов» и спецслужб. В выступлениях Дочева 1990-х — начала 2000-х повторялись адаптированные к новым условиям национально-социальные установки СНБЛ.
Главным направлением деятельности Легионов является ежегодное с 2003 публичное мероприятие памяти генерала Лукова — февральский Луковмарш, консолидирующий болгарских ультраправых.